# Kvarnån (Norrbotten)
Kvarnån är en å i Luleå kommun. Den rinner från Gunnarsdjupträsk och mynnar i Råneälven vid Niemisel. Egentligen har ån namnet Kvarnån endast från mynningen i Råneälven upp till den träskartade sjö, Västiträsk, som ligger intill den numera nedlagda järnvägsstationen i Niemisel. Ovanför Västiträsk fram till Lillträsk kallas den Börstån. Vattendraget går därefter upp till Sågdjupträsk och därifrån upp till Gunnarsdjupträsk.
På sträckan upp till Sågdjupträsk passeras orten Fredrikafors där Jonas Meldercreutz i slutet av 1700-talet anlade en knipsmedja med två hamrar för bl.a. tillverkning av spik, en tillverkning som därefter flyttades ner till Melderstein. Namnet Fredrikafors fick platsen efter Meldercreutz' fru Fredrika.